# Campeonato de Fórmula Regional Europeia de 2023
O Campeonato de Fórmula Regional Europeia da Alpine de 2023 foi uma competição de monopostos com vários eventos realizados em toda a Europa. O campeonato, também chamado de FRECA, contou com pilotos profissionais e amadores competindo em carros de Fórmula Regional que estavam em conformidade com os regulamentos da FIA. Esta foi a quinta temporada do campeonato e a terceira após a fusão com a Eurocopa de Fórmula Renault, que resultou na mudança do fornecedor de motores para a Alpine.
O piloto italiano Andrea Kimi Antonelli, da Prema Racing, foi campeão de pilotos com duas corridas de antecedência. Sua equipe conquistou o tetracampeonato de construtores na corrida final por apenas dois pontos. Martinius Stenshorne, pilotando pela R-ace GP, venceu o Campeonato de Novatos.
A temporada também foi marcada pela morte do piloto neerlandês Dilano van 't Hoff durante a segunda corrida da etapa de Spa-Francorchamps.

## Equipes e pilotos
Doze equipes foram pré-selecionadas pelos organizadores do campeonato em 2 de dezembro de 2022.
| Equipes               | Nº | Piloto                   | Status | Rodadas      |
| --------------------- | -- | ------------------------ | ------ | ------------ |
| ART Grand Prix        | 2  | Hadrien David            | C      | 4            |
| ART Grand Prix        | 9  | Charlie Wurz             |        | 1–3, 5–6     |
| ART Grand Prix        | 9  | Evan Giltaire            | E C    | 9–10         |
| ART Grand Prix        | 18 | Laurens van Hoepen       |        | Todas        |
| ART Grand Prix        | 25 | Marcus Amand             | E      | Todas        |
| G4 Racing             | 3  | Alessandro Giusti        | E      | Todas        |
| G4 Racing             | 28 | Pierre-Alexandre Provost | E      | 6–10         |
| G4 Racing             | 30 | Michael Belov            |        | 1–8          |
| G4 Racing             | 30 | Juan Francisco Soldavini | E C    | 9–10         |
| Trident               | 4  | Roman Biliński           |        | Todas        |
| Trident               | 43 | Owen Tangavelou          |        | Todas        |
| Trident               | 47 | Nikhil Bohra             |        | Todas        |
| Arden Motorsport      | 5  | Tom Lebbon               | E      | Todas        |
| Arden Motorsport      | 10 | Joshua Dürksen           |        | Todas        |
| Arden Motorsport      | 11 | Levente Révész           |        | 1–8          |
| Saintéloc Racing      | 6  | Lucas Medina             | E      | 1            |
| Saintéloc Racing      | 33 | Lucas Medina             | E      | 2–6          |
| Saintéloc Racing      | 33 | Tymek Kucharczyk         | C      | 8            |
| Saintéloc Racing      | 19 | Esteban Masson           |        | 3–4, 6–8, 10 |
| Saintéloc Racing      | 19 | Pierre-Louis Chovet      | C      | 9            |
| Saintéloc Racing      | 73 | Emerson Fittipaldi Jr.   | E      | Todas        |
| Prema Racing          | 7  | Lorenzo Fluxá            |        | Todas        |
| Prema Racing          | 8  | Rafael Câmara            |        | Todas        |
| Prema Racing          | 12 | Andrea Kimi Antonelli    |        | Todas        |
| Van Amersfoort Racing | 13 | Joshua Dufek             |        | 1–6          |
| Van Amersfoort Racing | 13 | Jesse Carrasquedo Jr.    | E      | 7–8          |
| Van Amersfoort Racing | 13 | Ivan Domingues           | E C    | 9–10         |
| Van Amersfoort Racing | 27 | Kas Haverkort            |        | Todas        |
| Van Amersfoort Racing | 68 | Niels Koolen             |        | 1–9          |
| Van Amersfoort Racing | 68 | Nikita Bedrin            | E      | 10           |
| MP Motorsport         | 14 | Bruno del Pino           |        | 7            |
| MP Motorsport         | 14 | Javier Sagrera           | C      | 9–10         |
| MP Motorsport         | 15 | Sami Meguetounif         |        | 1–4, 6–10    |
| MP Motorsport         | 17 | Dilano van 't Hoff       |        | 1–4          |
| MP Motorsport         | 26 | Victor Bernier           |        | 1–4, 6–10    |
| Monolite Racing       | 21 | Kirill Smal              | E      | 2–6          |
| Monolite Racing       | 21 | Hadrien David            |        | 7–8          |
| Monolite Racing       | 21 | Nikita Bedrin            | C      | 9            |
| Monolite Racing       | 21 | Valentin Kluss           | E C    | 10           |
| Monolite Racing       | 29 | Enzo Scionti             |        | 1–6, 8–10    |
| Monolite Racing       | 99 | Giovanni Maschio         |        | Todas        |
| KIC Motorsport        | 23 | Oleksandr Partyshev      | E      | 1–4          |
| KIC Motorsport        | 23 | Konsta Lappalainen       |        | 5            |
| KIC Motorsport        | 23 | Ivan Klymenko            | E      | 6–10         |
| KIC Motorsport        | 55 | Shannon Lugassy          | E      | 1–2          |
| KIC Motorsport        | 55 | William Karlsson         | E      | 7–8          |
| KIC Motorsport        | 64 | Maya Weug                | E M    | Todas        |
| R-ace GP              | 34 | Martinius Stenshorne     | E      | Todas        |
| R-ace GP              | 77 | Tim Tramnitz             |        | Todas        |
| R-ace GP              | 88 | Matías Zagazeta          |        | Todas        |
| RPM                   | 57 | Noah Strømsted           | E C    | 8, 10        |
| RPM                   | 65 | Santiago Ramos           |        | Todas        |
| RPM                   | 75 | Adam Fitzgerald          | E      | 1–4          |
| RPM                   | 85 | Macéo Capietto           |        | Todas        |

| Ícone | Status                                   |
| ----- | ---------------------------------------- |
| E     | Estreante                                |
| M     | Mulher                                   |
| C     | Piloto convidado inelegível para pontuar |

- Nicolás Baptiste era esperado para se juntar à Saintéloc Racing para enfrentar sua segunda temporada no campeonato depois de não conseguir marcar pontos com a FA Racing em 2022, mas não entrou em nenhuma rodada.

### Mudanças nas equipes
A equipe espanhola FA Racing by MP anunciou sua saída da FRECA em outubro de 2022. A vaga foi assumida pela equipe francesa Saintéloc Racing. 

### Mudanças de pilotos
A equipe tricampeã Prema Racing renovou completamente sua formação, já que todos os seus pilotos titulares de 2022 foram promovidos à Fórmula 3, com o campeão Dino Beganovic e Paul Aron subindo para a equipe italiana da categoria, enquanto Sebastian Montoya se juntou à Hitech Pulse-Eight. Os substitutos foram o campeão das F4's italiana e alemã de 2022, Andrea Kimi Antonelli, o brasileiro da Ferrari Driver Academy Rafael Câmara e Lorenzo Fluxá, que foi para o seu terceiro ano na FRECA. Antes do início da temporada, todos os três correram pela equipe parceira da Prema, a Mumbai Falcons, no Campeonato de Fórmula Regional do Oriente Médio de 2023, com Antonelli levando o título.
A equipe vice-campeã R-ace GP recrutou Tim Tramnitz, que deixou a Trident após ficar em 15º lugar com a equipe em sua temporada de estreia., para substituir Fluxá. Para substituir Gabriel Bortoleto, que foi promovido à F3 com a Trident, a equipe contratou mais um veterano, o peruano Matías Zagazeta, que não conseguiu marcar pontos em seu ano de estreia com a G4 Racing. Sua escalação foi completada por Martinius Stenshorne, que fez aparições em quatro categorias diferentes de Fórmula 4 em 2022, com um sétimo lugar na Italiana como seu melhor resultado.
Charlie Wurz, campeão da Fórmula 4 Emiradense de 2022 e da Fórmula Regional da Oceania de 2023,  juntou-se à ART Grand Prix,  substituindo Gabriele Minì, que se formou na Fórmula 3 da FIA com a Hitech Pulse-Eight. A equipe também contratou Marcus Amand, piloto da Sauber Academy recém-saído da Fórmula 4, para substituir Esteban Masson.
A Van Amersfoort Racing substituiu Levente Révész, que iria para Arden, pelo neerlandês Niels Koolen, que também competiu com a equipe na FRMEC de 2023.
A Trident recrutou Owen Tangavelou, que correu com a G4 Racing e a Race Performance Motorsport em 2022,  para substituir Leonardo Fornaroli, que se formou na equipe de Fórmula 3 da Trident após ganhar o título de melhor novato em 2022. Nikhil Bohra substituiu Tim Tramnitz para completar a escalação da Trident após uma estreia bem-sucedida na Fórmula Regional na FRMEC de 2023, onde terminou em 9º lugar geral.
A MP Motorsport contratou Victor Bernier, que vinha de uma temporada com a FA Racing, antiga equipe parceira da MP.
Levente Révész trocou a VAR pela Arden para sua segunda temporada na FRECA, substituindo Noel León, que se mudou para a Eurofórmula Open. Além dele, a Arden contou com Tom Lebbon, campeão da Ginetta Junior de 2020 e terceiro na GB3 em 2022, o substituto de Dudu Barrichello, que foi correr em tempo integral na Stock Car Pro Series.
A RPM promoveu o piloto irlandês Adam Fitzgerald do Campeonato Britânico de F4 para substituir Owen Tangavelou, que iria para a Trident.  Santiago Ramos, que disputou a rodada final de 2022 pela equipe, fez a temporada completa em 2023. A escalação foi completada pelo francês Macéo Capietto, que foi vigésimo segundo colocado pela Monolite Racing em sua temporada de estreia. Ele substituiu o compatriota Pierre-Louis Chovet, que passou para as corridas de GT3 após três anos na Fórmula Regional.
A Monolite Racing escalou Giovanni Maschio, vindo da F4 Italiana, tendo também participado do Campeonato Regional de Fórmula Oriente Médio de 2023. Ao seu lado estava Enzo Scionti, que correu pela última vez pela Drivex no Eurofórmula Open de 2021, onde se classificou em 14º.
O campeão francês de F4 de 2022, Alessandro Giusti, fez sua estreia na Fórmula Regional em 2023, juntando-se à G4 Racing para substituir Zagazeta. O companheiro dele foi Michael Belov, que fez seu retorno à G4 após ter completado apenas metade da temporada com a MP Motorsport, ficando em 7º em 2022.
A KIC Motorsport escalou uma equipe totalmente nova e novata em 2023. A piloto da Ferrari Academy, Maya Weug, saltou para o nível de Fórmula Regional após dois anos no Campeonato Italiano de F4, substituindo Ramos. Piotr Wiśnicki, que passou para a F3, foi substituído pelo vencedor da corrida da Ultimate Cup Series, Shannon Lugassy. A vaga de Sebastian Ogaard, que se mudou para a recém-criada Eurocup-3, deveria ser originalmente preenchida pelo vencedor da corrida da Fórmula Academy Finlandesa, Iker Oikarinen, mas quem ficou com ela foi o piloto de F4 Olexander Partyshev.
A novata Saintéloc Racing contratou Emerson Fittipaldi Jr., que subiu para a Fórmula Regional em 2023. Ao seu lado estava Lucas Medina, vencedor da corrida na NACAM F4.

#### Mudanças no meio da temporada
Kirill Smal juntou-se à Monolite Racing após a primeira rodada para competir em meio período, após fazer sua estreia na Fórmula Regional nas três rodadas finais do campeonato inaugural do Oriente Médio. Sua participação na FRECA durou até a sexta rodada.
Esteban Masson juntou-se à Saintéloc a partir da terceira rodada, se ausentando nas de Mugello e Zandvoort. O francês competiu pela FA Racing e ART em 2022, marcando apenas um ponto. Sua principal campanha em 2023 foi o campeonato Eurocup-3, onde representou a Campos Racing.
Charlie Wurz, do ART Grand Prix, não disputou a quarta rodada na Bélgica por ter contraído laringite. No mesmo evento, a equipe recebeu o piloto convidado Hadrien David, que ficou em quarto lugar em 2022 com a R-ace GP. Wurz retornou ao campeonato a partir da quinta rodada.
Após Dilano van 't Hoff perder a vida em um acidente durante a segunda corrida em Spa, sua equipe MP Motorsport não inscreveu nenhum de seus carros para a rodada seguinte em Mugello. O piloto da RPM, Adam Fitzgerald, que sofreu várias fraturas nesse mesmo acidente, também se ausentou da quinta rodada em diante. Na KIC Motorsport, Oleksandr Partyshev faltou e foi substituído por Konsta Lappalainen, que competiu pela última vez na FRECA em 2021 e vinha pilotando carros de Gran Turismo desde então.
Posteriormente, Partyshev anunciou sua aposentadoria das corridas, citando um dos principais motivos a morte de Dilano van 't Hoff. Seu lugar, ocupado por Lappalainen na quinta rodada, foi preenchido por Ivan Klymenko, que portanto encerrou sua campanha na TTE Formula Renault Cup, pelo restante da temporada.
Antes da rodada em Paul Ricard, a G4 Racing anunciou que o piloto francês de F4 Pierre-Alexandre Provost pilotaria um terceiro carro da equipe daquele evento em diante.
Charlie Wurz, da ART, e Joshua Dufek, da VAR, mudaram para a Eurofórmula Open antes da sétima rodada no Red Bull Ring, onde ambas as séries coincidiram. Jesse Carrasquedo Jr., vindo da F4 Espanhola, substituiu Dufek na equipe neerlandesa. Kirill Smal se afastou da Monolite Racing, com Hadrien David retornando à FRECA para substituí-lo. Tanto a MP Motorsport quanto a KIC Motorsport voltaram a ter três carros, com os pilotos da Eurocup-3 Bruno del Pino e William Karlsson, ocupando suas respectivas vagas. Enquanto isso, a Saintéloc Racing só colocou dois carros em pista, já que Lucas Medina estava ausente. Pouco antes do fim de semana, Enzo Scionti anunciou sua retirada da rodada austríaca, pois estava se recuperando de um acidente de trânsito.
Antes da rodada em Monza, a Saintéloc anunciou que Tymek Kucharczyk, da GB3, se juntaria à equipe na oitava rodada. A RPM também anunciou a estreia de Noah Strømsted, que vinha da F4 Espanhola.
Cinco pilotos foram anunciados para fazer sua estreia na série na penúltima rodada: o argentino Francisco Soldavini pela G4 Racing (substituindo Michael Belov),  o português Ivan Domingues pela Van Amersfoort (substituindo Jesse Carrasquedo Jr.), o recém coroado campeão francês de F4 Evan Giltaire pela ART Grand Prix (ocupando o carro que era de Wurz), o espanhol da Eurocup-3 Javier Sagrera pela MP Motorsport (na vaga de Bruno del Pino) e o piloto de F3 Nikita Bedrin pela Monolite, para substituir Hadrien David. A Saintéloc também mudou a formação, trazendo o piloto júnior da Lamborghini e experiente na  Fórmula Regional Pierre-Louis Chovet no lugar de Esteban Masson. Levente Révész e William Karlsson deixaram Arden e KIC, mas não foram substituídos.
Antes do final da temporada, a Monolite Racing anunciou que Valentin Kluss, da Fórmula 4, debutaria na FRECA, pilotando o carro anteriormente conduzido por Smal, David e Bedrin. Este último, entretanto, mudou-se para a Van Amersfoort Racing para substituir Niels Koolen. Strømsted retornou à RPM antes de sua campanha de 2024 com a equipe.

## Calendário
O calendário foi divulgado em 2 de dezembro de 2022. Foram realizados três testes de pré-temporada nos circuitos de Barcelona, Paul Ricard e Monza entre março e abril. A FRECA visitou a Alemanha pela primeira vez em sua história, mas não teve eventos de apoio à Fórmula 1, ao contrário dos anos anteriores.
| Rodada | Rodada | Circuito                                   | Data           | Apoio                                                     |
| ------ | ------ | ------------------------------------------ | -------------- | --------------------------------------------------------- |
| 1      | R1     | Autódromo Enzo e Dino Ferrari, Ímola       | 22 de abril    | TCR Italy Touring Car Championship                        |
| 1      | R2     | Autódromo Enzo e Dino Ferrari, Ímola       | 23 de abril    | TCR Italy Touring Car Championship                        |
| 2      | R1     | Circuito de Barcelona-Catalunha, Montmeló  | 20 de maio     | 6H de Barcelona - Espíritu de Montjuïc                    |
| 2      | R2     | Circuito de Barcelona-Catalunha, Montmeló  | 21 de maio     | 6H de Barcelona - Espíritu de Montjuïc                    |
| 3      | R1     | Hungaroring, Mogyoród                      | 17 de junho    | International GT Open TCR Europe Touring Car Series       |
| 3      | R2     | Hungaroring, Mogyoród                      | 18 de junho    | International GT Open TCR Europe Touring Car Series       |
| 4      | R1     | Circuito de Spa-Francorchamps, Stavelot    | 30 de junho    | GT World Challenge Europe Endurance Cup (24 Horas de Spa) |
| 4      | R2     | Circuito de Spa-Francorchamps, Stavelot    | 1 de julho     | GT World Challenge Europe Endurance Cup (24 Horas de Spa) |
| 5      | R1     | Circuito de Mugello, Scarperia e San Piero | 8 de julho     | Campeonato Italiano de GT Porsche Carrera Cup Itália      |
| 5      | R2     | Circuito de Mugello, Scarperia e San Piero | 9 de julho     | Campeonato Italiano de GT Porsche Carrera Cup Itália      |
| 6      | R1     | Circuito Paul Ricard, Le Castellet         | 22 de julho    | International GT Open                                     |
| 6      | R2     | Circuito Paul Ricard, Le Castellet         | 23 de julho    | International GT Open                                     |
| 7      | R1     | Red Bull Ring, Spielberg                   | 9 de setembro  | International GT Open                                     |
| 7      | R2     | Red Bull Ring, Spielberg                   | 10 de setembro | International GT Open                                     |
| 8      | R1     | Autódromo Nacional de Monza, Monza         | 16 de setembro | Campeonato Italiano de GT                                 |
| 8      | R2     | Autódromo Nacional de Monza, Monza         | 17 de setembro | Campeonato Italiano de GT                                 |
| 9      | R1     | Circuito de Zandvoort, Zandvoort           | 14 de outubro  | GT World Challenge Europe Endurance Cup                   |
| 9      | R2     | Circuito de Zandvoort, Zandvoort           | 15 de outubro  | GT World Challenge Europe Endurance Cup                   |
| 10     | R1     | Hockenheimring, Hockenheim                 | 21 de outubro  | Deutsche Tourenwagen Masters                              |
| 10     | R2     | Hockenheimring, Hockenheim                 | 22 de outubro  | Deutsche Tourenwagen Masters                              |

## Resultados da corrida
| Rodada | Rodada | Circuito                        | Pole position         | Volta mais rápida     | Piloto vencedor       | Equipe vencedora      | Estreante vencedor   |
| ------ | ------ | ------------------------------- | --------------------- | --------------------- | --------------------- | --------------------- | -------------------- |
| 1      | R1     | Autódromo Enzo e Dino Ferrari   | Martinius Stenshorne  | Martinius Stenshorne  | Martinius Stenshorne  | R-ace GP              | Martinius Stenshorne |
| 1      | R2     | Autódromo Enzo e Dino Ferrari   | Tim Tramnitz          | Kas Haverkort         | Kas Haverkort         | Van Amersfoort Racing | Martinius Stenshorne |
| 2      | R1     | Circuito de Barcelona-Catalunha | Andrea Kimi Antonelli | Andrea Kimi Antonelli | Tim Tramnitz          | R-ace GP              | Martinius Stenshorne |
| 2      | R2     | Circuito de Barcelona-Catalunha | Tim Tramnitz          | Andrea Kimi Antonelli | Tim Tramnitz          | R-ace GP              | Martinius Stenshorne |
| 3      | R1     | Hungaroring                     | Martinius Stenshorne  | Santiago Ramos        | Martinius Stenshorne  | R-ace GP              | Martinius Stenshorne |
| 3      | R2     | Hungaroring                     | Joshua Dufek          | Martinius Stenshorne  | Martinius Stenshorne  | R-ace GP              | Martinius Stenshorne |
| 4      | R1     | Circuito de Spa-Francorchamps   | Rafael Câmara         | Rafael Câmara         | Rafael Câmara         | Prema Racing          | Martinius Stenshorne |
| 4      | R2     | Circuito de Spa-Francorchamps   | Tim Tramnitz          | Sami Meguetounif      | Andrea Kimi Antonelli | Prema Racing          | Maya Weug            |
| 5      | R1     | Circuito de Mugello             | Martinius Stenshorne  | Martinius Stenshorne  | Martinius Stenshorne  | R-ace GP              | Martinius Stenshorne |
| 5      | R2     | Circuito de Mugello             | Andrea Kimi Antonelli | Andrea Kimi Antonelli | Andrea Kimi Antonelli | Prema Racing          | Martinius Stenshorne |
| 6      | R1     | Circuito Paul Ricard            | Alessandro Giusti     | Alessandro Giusti     | Alessandro Giusti     | G4 Racing             | Alessandro Giusti    |
| 6      | R2     | Circuito Paul Ricard            | Andrea Kimi Antonelli | Andrea Kimi Antonelli | Andrea Kimi Antonelli | Prema Racing          | Martinius Stenshorne |
| 7      | R1     | Red Bull Ring                   | Rafael Câmara         | Alessandro Giusti     | Rafael Câmara         | Prema Racing          | Alessandro Giusti    |
| 7      | R2     | Red Bull Ring                   | Alessandro Giusti     | Sami Meguetounif      | Alessandro Giusti     | G4 Racing             | Alessandro Giusti    |
| 8      | R1     | Autódromo Nacional de Monza     | Rafael Câmara         | Alessandro Giusti     | Alessandro Giusti     | G4 Racing             | Alessandro Giusti    |
| 8      | R2     | Autódromo Nacional de Monza     | Andrea Kimi Antonelli | Michael Belov         | Andrea Kimi Antonelli | Prema Racing          | Noah Strømsted       |
| 9      | R1     | Circuito de Zandvoort           | Kas Haverkort         | Kas Haverkort         | Kas Haverkort         | Van Amersfoort Racing | Martinius Stenshorne |
| 9      | R2     | Circuito de Zandvoort           | Marcus Amand          | Andrea Kimi Antonelli | Andrea Kimi Antonelli | Prema Racing          | Marcus Amand         |
| 10     | R1     | Hockenheimring                  | Kas Haverkort         | Tim Tramnitz          | Tim Tramnitz          | R-ace GP              | Martinius Stenshorne |
| 10     | R2     | Hockenheimring                  | Tim Tramnitz          | Kas Haverkort         | Martinius Stenshorne  | R-ace GP              | Martinius Stenshorne |

## Relatório da temporada

### Primeira metade
A FRECA de 2023 começou em Ímola, com Martinius Stenshorne, da R-ace GP, fazendo a pole position da corrida 1. O norueguês administrou a vantagem sobre os carros da Prema que vinham logo atrás dele, se mantendo na ponta mesmo com duas intervenções de safety car, até que uma bandeira vermelha gerada por um acidente entre Adam Fitzgerald, da RPM, e Lucas Medina, da Saintéloc, encurtou a corrida. Stenshorne venceu, e o pódio foi completado pela dupla da Prema Andrea Kimi Antonelli e Rafael Câmara. Outro piloto da R-ace GP, o alemão Tim Tramnitz, fez a pole para a segunda corrida, enquanto Fitzgerald teve que desistir após sofrer uma lesão nas costas. Porém, Kas Haverkort, da VAR, ultrapassou Tramnitz na largada, antes de dois períodos de safety car interromperem a corrida. Stenshorne assumiu o segundo lugar na relargada, mandando Tramnitz contra o muro no processo e provocando outra advertência. Mais um incidente elevou o número total de abandonos para nove e permitiu a Haverkort uma vitória confortável. Stenshorne, que chegou em segundo, assumiu a liderança do campeonato, enquanto Nikhil Bohra da Trident ficou em terceiro.
Antonelli fez a pole da corrida 1 de Barcelona. Mas Tramnitz, que largou em segundo na primeira corrida, tomou a liderança de Antonelli ainda na largada. Haverkort ficou em terceiro, antes de uma bandeira vermelha ser lançada por um acidente entre os companheiros de equipe da MP Motorsport Sami Meguetounif e Dilano van 't Hoff. Os três primeiros permaneceram estáveis durante o reinício. Antonelli começou a atacar Tramnitz na volta doze, mas o alemão se defendeu, antes de outra interrupção do safety car encerrar a corrida prematuramente. Tramnitz, pole da corrida 2, manteve a liderança desde a largada, mais uma vez segurando Antonelli durante toda a corrida. Como no dia anterior, o italiano da Mercedes Junior Team tentou pressionar Tramnitz a cometer um erro, mas sem sucesso. Bem distante deles, Meguetounif reivindicou o terceiro lugar para se recuperar de sua aposentadoria no dia anterior. A dupla vitória de Tramnitz permitiu que ele assumisse a liderança do campeonato por quatro pontos sobre Antonelli, enquanto Stenshorne teve um fim de semana difícil e caiu para o quarto lugar.
Stenshorne voltou à posição de honra da corrida 1 em Hungaroring. Antonelli o acompanhou na largada e assumiu a liderança. Ele manteve a posição durante o safety car, antes de cometer um erro e sair da pista, permitindo que Stenshorne voltasse à frente para liderar rumo à vitória, e ainda perdeu a vaga no pódio para Haverkort e Santiago Ramos, da RPM. Joshua Dufek, da VAR, conquistou a pole position na segunda corrida, mas foi ultrapassado por Stenshorne na segunda curva, e logo depois, foi a vez de Lorenzo Fluxá, da Prema, passar pelo suíço. Macéo Capietto, da RPM, também ultrapassou Dufek na parte final da corrida. Já Stenshorne conseguiu manter a liderança mesmo com três interrupções do carro de segurança, vencendo mais essa prova e voltando a liderar o campeonato, agora com 29 pontos à frente de Antonelli, enquanto Tramnitz teve um fim de semana ruim e caiu para quarto.
Câmara fez a pole da corrida 1 de Spa. Tramnitz tentou tomar a liderança no início da primeira corrida, mas não conseguiu, mesmo depois da relargada do safety car, e assim, o brasileiro teve sua primeira vitória do ano. O pódio foi completado por Stenshorne, que teve uma corrida tranquila. Tramnitz foi o polesitter da segunda corrida, que foi realizada em condições de chuva. O alemão manteve a liderança na largada, enquanto Antonelli avançou para o segundo lugar, ultrapassando Ramos. O italiano assumiu a liderança na sexta volta e a manteve durante o período de safety car. Tramnitz então rodou na penúltima volta, mas recuperou seu segundo posto de Joshua Dürksen, da Arden, quando bandeiras vermelhas foram acionadas logo depois e a corrida terminou prematuramente. Antonelli conquistou sua primeira vitória e reduziu a diferença de Stenshorne para cinco pontos, mas não foi um dia para comemorar: o acidente envolvendo vários carros que paralisou a prova fez com que Fitzgerald colidisse com o carro de Van 't Hoff na reta de Kemmel, o que resultou em múltiplas fraturas para o irlandês e na morte de Van 't Hoff.
Equipes e pilotos tiveram pouco tempo para processar o que aconteceu, já que a rodada em Mugello aconteceu apenas uma semana depois. A MP Motorsport e vários outros pilotos não participaram do fim de semana. Stenshorne conquistou a pole position na primeira corrida. Antonelli o atacou na largada, mas não conseguiu ultrapassá-lo, permitindo que o norueguês se mantivesse na primeira posição. O acidente com Dürksen e Kirill Smal, do Monolite, gerou um reinício faltando oito minutos para o fim, o que rendeu outra oportunidade a Antonelli, mas Stenshorne prevaleceu e levou a vitória, com o italiano e Tramnitz fechando o pódio. Na segunda corrida, Antonelli liderou desde a pole, superando uma relargada ainda no começo da prova. Câmara completou a dobradinha da Prema, e Stenshorne avançou para o terceiro posto antes da interrupção. Mais dois períodos de safety car fizeram com que o Top-3 permanecesse inalterado, até que Ramos atacou Stenshorne na última volta, o que fez com que a dupla batesse forte no muro dos boxes ao cruzar a linha de chegada. Mas Stenshorne agora estava apenas dois pontos à frente de Antonelli.

### Segunda metade
A segunda metade do campeonato começou em Paul Ricard com uma surpreendente pole position para Alessandro Giusti, da G4. Meguetounif tomou a segunda posição de Stenshorne na largada, antes do safety car ser convocado. Tramnitz atacou Stenshorne fortemente na relargada, mas não conseguiu tirar dele a última vaga no pódio. Giusti, na frente, correu sem ser incomodado, e assim obteve sua primeira vitória na FRECA. Antonelli conseguiu apenas o quinto lugar, mas se recuperou no dia seguinte e conquistou a pole position para a segunda corrida. O italiano da Prema teve uma largada limpa, enquanto o P2 Haverkort atolou, permitindo as ultrapassagens de Esteban Masson, da Saintéloc, e de Tramnitz. Batalhas aconteciam por todo o campo, mas a situação no topo era estável. Tramnitz se aproximou de Masson na última volta e a dupla lutou em várias curvas, mas o francês prevaleceu e manteve o segundo lugar. A vitória de Antonelli lhe deu a liderança do campeonato por seis pontos antes das férias de verão.
As equipes e os pilotos seguiram para Spielberg, onde Câmara conquistou a pole position para a primeira corrida. Ele manteve a liderança na largada e controlou a vantagem sobre o resto do grid. Atrás dele, Tramnitz e Giusti brigavam pelo segundo lugar, com o francês acabando por sair na frente. Ele então se aproximou de Câmara e abriu espaço para o alemão, que foi pressionado por Antonelli, mas nenhum dos dois conseguiu tirar a vitória do brasileiro da FDA. Giusti fez a pole da corrida 2, dando sequência à sua boa fase. Ele resistiu a Antonelli no início, até que o italiano foi ultrapassado por Meguetounif. Giusti se manteve na ponta, para vencer em seu aniversário. Antonelli chegou a perder a vaga no pódio para Stenshorne, cruzando a linha de chegada em quarto, mas o norueguês recebeu uma penalidade pós-corrida por uma infração no procedimento de largada. Isso reconduziu Antonelli ao pódio, o que aumentou sua vantagem sobre Stenshorne para 33 pontos.
A oitava etapa aconteceu em Monza, e Câmara mais uma vez abriu o fim de semana com uma pole position. Marcus Amand, da ART, assumiu a liderança no início da primeira corrida, enquanto Antonelli lutou contra seu companheiro da Prema pelo segundo posto, e duas voltas depois, assumiu a liderança da corrida. Mesmo com as três reinicializações, Antonelli se manteve na ponta até a linha de chegada, enquanto Giusti ficou em terceiro. Mas após a corrida, Antonelli e Amand foram punidos, despencando no grid. Assim, a vitória foi dada para Giusti, e Victor Bernier, da MP, e Stenshorne puderam subir ao pódio. Antonelli se recuperou e conquistou a pole position na segunda corrida. Ele manteve a liderança na largada, enquanto Câmara subiu da quarta posição para, eventualmente, terminar em segundo. Ele atacou Antonelli por duas voltas antes de uma bandeira vermelha ser acionada devido a um incidente entre Pierre-Alexandre Provost, da G4, e Tom Lebbon, da Arden. A corrida não foi reiniciada, permitindo que Antonelli mantivesse a vitória, com Tramnitz em terceiro. Já Stenshorne abandonou a corrida 2, perdendo ainda mais terreno para Antonelli, que aumentou sua vantagem para 43 pontos.
O neerlandês Haverkort começou a penúltima rodada em Zandvoort fazendo a pole em sua corrida de casa. Ele se manteve à frente na largada, já que Laurens van Hoepen, da ART, perdeu o segundo lugar para Antonelli. O italiano comboiou Kas pelo resto da corrida, sem atacá-lo visando o campeonato, permitindo que Haverkort e a VAR pudessem celebrar essa vitória em casa. Enquanto isso, Stenshorne largou em quarto e pressionou Van Hoepen durante toda a corrida, mas não conseguiu tirar dele a última vaga no pódio, completando a festa neerlandesa. A chuva atingiu o litoral holandês no domingo, e Marcus Amand conquistou a pole position ao julgar as mudanças nas condições climáticas como as melhores. Antonelli precisava superar Stenshorne por dois pontos para vencer o campeonato. Largando em oitavo, o italiano tomou a liderança após três voltas e estabeleceu uma vantagem de doze segundos sobre Amand, apesar da bandeira vermelha no meio da corrida devido às condições perigosamente úmidas. Van Hoepen conquistou mais um pódio, enquanto Stenshorne terminou em sexto, sendo incapaz de impedir que Antonelli conquistasse o título, com 64 pontos de diferença para ele.
O campeonato se encerrou em Hockenheimring, e Haverkort fez a pole da corrida 1, mas perdeu a liderança para Câmara, antes de ambos serem ultrapassados por Tramnitz. Stenshorne chegou em terceiro após um safety car. Câmara tentou assumir a liderança na parte final da corrida, mas a defesa agressiva de Tramnitz fez o piloto da Prema perder terreno e ceder o pódio para Stenshorne e o piloto convidado da Monolite, Nikita Bedrin. Tramnitz, o pole da corrida final, e Stenshorne estavam na disputa pela liderança, mas o norueguês levou a melhor. Câmara também passou por Tramnitz, mas acabou perdendo ritmo ao brigar pela vitória, o que rendeu outro pódio a. Haverkort. Antonelli, que correu em sétimo, ultrapassou Bohra na última volta para ajudar sua equipe Prema a conquistar o quarto título de equipes, superando a R-ace GP por dois pontos. O italiano viria a terminar a FRECA com 39 pontos à frente do vice Stenshorne, que se sagrou campeão dentre os novatos.
Antonelli chegou ao campeonato com grandes expectativas sobre os ombros e ele as cumpriu. Embora o novato Stenshorne, em segundo, tenha tido a mesma quantidade de vitórias, mais uma vez a consistência foi fundamental: apesar de ter enfrentado um abandono mecânico e uma punição, Antonelli sempre terminou entre os seis primeiros. O italiano dedicou seu quarto título em dois anos a Dilano van 't Hoff, justificando que o fim de semana em Spa, onde o piloto neerlandês perdeu a vida, foi um ponto chave para sua virada no campeonato, já que foi lá que ele conquistou sua primeira vitória e conseguiu construir seu caminho rumo ao título pelo resto da temporada.

## Classificação do campeonato

### Sistema de pontos
Pontos foram concedidos aos 10 primeiros classificados.
| Posição | 1º | 2º | 3º | 4º | 5º | 6º | 7º | 8º | 9º | 10º |
| Pontos  | 25 | 18 | 15 | 12 | 10 | 8  | 6  | 4  | 2  | 1   |

### Classificação dos pilotos
| Pos.                                        | Piloto                   | IMO | IMO | CAT | CAT | HUN | HUN | SPA | SPA | MUG | MUG | LEC | LEC | RBR | RBR | MNZ | MNZ | ZAN | ZAN | HOC | HOC | Pts. |
| Pos.                                        | Piloto                   | R1  | R2  | R1  | R2  | R1  | R2  | R1  | R2  | R1  | R2  | R1  | R2  | R1  | R2  | R1  | R2  | R1  | R2  | R1  | R2  | Pts. |
| ------------------------------------------- | ------------------------ | --- | --- | --- | --- | --- | --- | --- | --- | --- | --- | --- | --- | --- | --- | --- | --- | --- | --- | --- | --- | ---- |
| 1                                           | Andrea Kimi Antonelli    | 2   | Ret | 2   | 2   | 5   | 6   | 4   | 1   | 2   | 1   | 5   | 1   | 4   | 3   | 11  | 1   | 2   | 1   | 6   | 6   | 300  |
| 2                                           | Martinius Stenshorne     | 1   | 2   | 7   | 12  | 1   | 1   | 3   | 17  | 1   | 3   | 3   | 4   | 18  | 17  | 3   | Ret | 4   | 6   | 2   | 1   | 261  |
| 3                                           | Tim Tramnitz             | 6   | Ret | 1   | 1   | 8   | 16  | 2   | 2   | 3   | 7   | 4   | 3   | 3   | 12  | Ret | 3   | 6   | 4   | 1   | 2   | 239  |
| 4                                           | Kas Haverkort            | 5   | 1   | 3   | 13  | 2   | Ret | 12  | 7   | 4   | 5   | 12  | 11  | 5   | 7   | Ret | 7   | 1   | 14  | 5   | 3   | 174  |
| 5                                           | Rafael Câmara            | 3   | Ret | 11  | 6   | 7   | 10  | 1   | 5   | 6   | 2   | 8   | 12  | 1   | Ret | Ret | 2   | 7   | Ret | 4   | 4   | 173  |
| 6                                           | Alessandro Giusti        | 7   | Ret | 13  | 17  | 14  | Ret | Ret | 13  | 10  | 12  | 1   | 5   | 2   | 1   | 1   | 18  | 11  | Ret | Ret | 17  | 111  |
| 7                                           | Lorenzo Fluxá            | 4   | Ret | 4   | 11  | 9   | 2   | 5   | 20  | 7   | Ret | 11  | Ret | 11  | 8   | 18  | 4   | 8   | 8   | 12  | 9   | 88   |
| 8                                           | Macéo Capietto           | Ret | 9   | 5   | 7   | 10  | 3   | 6   | 8   | 8   | 6   | 21  | 10  | 8   | 13  | Ret | 12  | 10  | 13  | 7   | 10  | 77   |
| 9                                           | Sami Meguetounif         | 17  | 22  | Ret | 3   | 11  | 7   | Ret | 9   |     |     | 2   | 14  | 6   | 2   | Ret | 10  | 12  | 9   | 13  | Ret | 75   |
| 10                                          | Laurens van Hoepen       | 11  | 12  | 10  | 9   | 13  | 5   | 19  | 16  | 16  | 22† | 6   | Ret | 17  | 20  | 7   | 5   | 3   | 3   | 9   | 18  | 71   |
| 11                                          | Santiago Ramos           | 23  | 6   | Ret | 4   | 3   | 8   | 8   | 10  | 12  | 4   | Ret | 6   | 29  | Ret | 15  | 22  | WD  | WD  | 10  | DNS | 67   |
| 12                                          | Nikhil Bohra             | 9   | 3   | 8   | 14  | Ret | 12  | 15  | 32  | 17  | 16  | 14  | Ret | 12  | 5   | 4   | 11  | 18  | Ret | 8   | 7   | 56   |
| 13                                          | Joshua Dufek             | 8   | Ret | 6   | 5   | 6   | 4   | 14  | 21  | 5   | 25  | 23  | 20  |     |     |     |     |     |     |     |     | 52   |
| 14                                          | Owen Tangavelou          | 16  | 13  | Ret | 16  | 18  | 13  | 23  | 22  | 13  | 8   | 15  | 8   | 10  | 6   | 5   | 8   | 17  | 17  | Ret | 5   | 43   |
| 15                                          | Victor Bernier           | 12  | 4   | 12  | 15  | 17  | 20  | 9   | 15  |     |     | 7   | 17  | 15  | 11  | 2   | 19  | Ret | 16  | 15  | 8   | 42   |
| 16                                          | Esteban Masson           |     |     |     |     | 15  | 11  | 17  | 11  |     |     | 13  | 2   | 13  | 4   | 6   | 16  |     |     | Ret | Ret | 39   |
| 17                                          | Maya Weug                | 20  | 14  | 20  | 24  | 19  | 25  | 7   | 6   | 9   | Ret | 10  | 7   | 19  | Ret | 9   | 13  | 19  | Ret | 18  | 21  | 27   |
| 18                                          | Marcus Amand             | 18  | 8   | 22  | 20  | 29  | 21  | 21  | 18  | 19  | 11  | 16  | 15  | 24  | Ret | 13  | 9   | 13  | 2   | 16  | Ret | 26   |
| 19                                          | Joshua Dürksen           | 15  | Ret | 18  | 21  | 20  | 14  | 10  | 3   | 14  | 23† | 18  | 9   | 16  | NC  | 22  | Ret | 14  | 7   | 17  | 14  | 26   |
| 20                                          | Michael Belov            | 10  | Ret | 9   | 10  | 4   | 26† | 11  | 14  | 15  | 9   | 9   | 13  | 9   | 10  | Ret | 17  |     |     |     |     | 23   |
| 21                                          | Roman Biliński           | Ret | Ret | 15  | 8   | 12  | 17  | 13  | 24  | 11  | 15  | 20  | 16  | 7   | 9   | 16  | 14  | 5   | 19  | 11  | 12  | 23   |
| 22                                          | Matías Zagazeta          | 13  | 5   | 14  | 23  | 27  | Ret | 20  | 23  | 20  | 24† | 24  | 19  | 22  | 21  | 21  | 27  | 15  | 10  | Ret | 23  | 12   |
| 23                                          | Dilano van 't Hoff       | 14  | 7   | Ret | 22  | 23  | 9   | 30† | 19  |     |     |     |     |     |     |     |     |     |     |     |     | 8    |
| 24                                          | Emerson Fittipaldi Jr.   | 19  | 17  | 19  | 26  | 30  | Ret | 26  | 28  | 22  | 14  | 22  | 21  | 30  | 19  | 8   | 21  | 23  | Ret | 25  | 24  | 4    |
| 25                                          | Levente Révész           | 24  | 11  | 21  | 27  | 16  | 15  | 22  | 26  | Ret | 10  | 25  | Ret | 25  | 18  | 10  | 23  |     |     |     |     | 2    |
| 26                                          | Charlie Wurz             | 26  | 10  | 16  | 18  | 22  | 22  |     |     | 18  | 13  | Ret | 27  |     |     |     |     |     |     |     |     | 1    |
| 27                                          | Tom Lebbon               | 30  | 23  | 27  | 25  | 25  | 23  | 18  | 31  | 21  | 20  | 17  | 22  | 14  | 15  | 12  | 32  | 20  | 18  | 21  | 22  | 0    |
| 28                                          | Kirill Smal              |     |     | 17  | 19  | 26  | 18  | Ret | 12  | Ret | Ret | 19  | 18  |     |     |     |     |     |     |     |     | 0    |
| 29                                          | Hadrien David            |     |     |     |     |     |     | 16  | 4   |     |     |     |     | 20  | 14  | Ret | 15  |     |     |     |     | 0    |
| 30                                          | Pierre-Alexandre Provost |     |     |     |     |     |     |     |     |     |     | 26  | Ret | 32  | Ret | 14  | 31  | DNS | Ret | 20  | 25  | 0    |
| 31                                          | Enzo Scionti             | 25  | 15  | 23  | Ret | 32  | 24  | Ret | 27  | 25  | 21  | 29  | 24  |     |     | 24  | 30  | 27  | 21  | 26  | 20  | 0    |
| 32                                          | Bruno del Pino           |     |     |     |     |     |     |     |     |     |     |     |     | 21  | 16  |     |     |     |     |     |     | 0    |
| 33                                          | Oleksandr Partyshev      | Ret | 16  | Ret | Ret | 24  | Ret | 28  | Ret |     |     |     |     |     |     |     |     |     |     |     |     | 0    |
| 34                                          | Giovanni Maschio         | 28  | 21  | 25  | 30† | 31  | Ret | 24  | 29  | 27  | 17  | 27  | 25  | 31  | 22  | Ret | 29  | Ret | Ret | 23  | Ret | 0    |
| 35                                          | Lucas Medina             | 27  | 18  | 28  | Ret | Ret | Ret | 27  | Ret | 26  | 19  | 30  | 23  |     |     |     |     |     |     |     |     | 0    |
| 36                                          | Konsta Lappalainen       |     |     |     |     |     |     |     |     | 23  | 18  |     |     |     |     |     |     |     |     |     |     | 0    |
| 37                                          | Niels Koolen             | 29  | 19  | 26  | 29  | 28  | Ret | 29  | 30  | 24  | Ret | Ret | 26  | 27  | 25  | 19  | 24  | 25  | 23  |     |     | 0    |
| 38                                          | Adam Fitzgerald          | 22  | WD  | 24  | 28  | 21  | 19  | 25  | 25  |     |     |     |     |     |     |     |     |     |     |     |     | 0    |
| 39                                          | Shannon Lugassy          | 21  | 20  | WD  | WD  |     |     |     |     |     |     |     |     |     |     |     |     |     |     |     |     | 0    |
| 40                                          | William Karlsson         |     |     |     |     |     |     |     |     |     |     |     |     | 28  | 24  | 20  | 25  |     |     |     |     | 0    |
| 41                                          | Ivan Klymenko            |     |     |     |     |     |     |     |     |     |     | 28  | 28  | 26  | 23  | 23  | 26  | 24  | WD  | 27  | Ret | 0    |
| 42                                          | Jesse Carrasquedo Jr.    |     |     |     |     |     |     |     |     |     |     |     |     | 23  | 26  | Ret | 28  |     |     |     |     | 0    |
| Pilotos convidados inelegíveis para pontuar |                          |     |     |     |     |     |     |     |     |     |     |     |     |     |     |     |     |     |     |     |     |      |
| —                                           | Nikita Bedrin            |     |     |     |     |     |     |     |     |     |     |     |     |     |     |     |     | 9   | 5   | 3   | 11  | —    |
| —                                           | Noah Strømsted           |     |     |     |     |     |     |     |     |     |     |     |     |     |     | Ret | 6   |     |     | 14  | 13  | —    |
| —                                           | Evan Giltaire            |     |     |     |     |     |     |     |     |     |     |     |     |     |     |     |     | 21  | 11  | 22  | 15  | —    |
| —                                           | Pierre-Louis Chovet      |     |     |     |     |     |     |     |     |     |     |     |     |     |     |     |     | 16  | 12  |     |     | —    |
| —                                           | Javier Sagrera           |     |     |     |     |     |     |     |     |     |     |     |     |     |     |     |     | 28  | 15  | 19  | Ret | —    |
| —                                           | Ivan Domingues           |     |     |     |     |     |     |     |     |     |     |     |     |     |     |     |     | 22  | 20  | Ret | 16  | —    |
| —                                           | Tymek Kucharczyk         |     |     |     |     |     |     |     |     |     |     |     |     |     |     | 17  | 20  |     |     |     |     | —    |
| —                                           | Valentin Kluss           |     |     |     |     |     |     |     |     |     |     |     |     |     |     |     |     |     |     | Ret | 19  | —    |
| —                                           | Juan Francisco Soldavini |     |     |     |     |     |     |     |     |     |     |     |     |     |     |     |     | 26  | 22  | 24  | 26  | —    |
| Pos.                                        | Piloto                   | R1  | R2  | R1  | R2  | R1  | R2  | R1  | R2  | R1  | R2  | R1  | R2  | R1  | R2  | R1  | R2  | R1  | R2  | R1  | R2  | Pts. |
| Pos.                                        | Piloto                   | IMO | IMO | CAT | CAT | HUN | HUN | SPA | SPA | MUG | MUG | LEC | LEC | RBR | RBR | MNZ | MNZ | ZAN | ZAN | HOC | HOC | Pts. |

| Cor      | Resultado                      |
| -------- | ------------------------------ |
| Ouro     | Vencedor                       |
| Prata    | 2º lugar                       |
| Bronze   | 3º lugar                       |
| Verde    | Terminou, nos pontos           |
| Azul     | Terminou, sem pontos           |
| Azul     | Terminou, sem classificar (NC) |
| Púrpura  | Retirou-se (Ret)               |
| Vermelho | Não qualificado (NQ)           |
| Vermelho | Não pré-qualificado (NPQ)      |
| Preto    | Desqualificado (DSQ)           |
| Branco   | Não largou (NL)                |
| Branco   | Desistência (WD)               |
| Branco   | Corrida cancelada (C)          |
| Sem cor  | Não participou (NP)            |
| Sem cor  | Excluído (EX)                  |

| Estreante |

### Classificação das equipes
Para equipes que inscrevessem mais de dois carros, apenas os dois carros melhor classificados em cada prova eram elegíveis para pontuar no campeonato de equipes.
| Pos. | Equipe                | IMO | IMO | CAT | CAT | HUN | HUN | SPA | SPA | MUG | MUG | LEC | LEC | RBR | RBR | MNZ | MNZ | ZAN | ZAN | HOC | HOC | Pts. |
| Pos. | Equipe                | R1  | R2  | R1  | R2  | R1  | R2  | R1  | R2  | R1  | R2  | R1  | R2  | R1  | R2  | R1  | R2  | R1  | R2  | R1  | R2  | Pts. |
| ---- | --------------------- | --- | --- | --- | --- | --- | --- | --- | --- | --- | --- | --- | --- | --- | --- | --- | --- | --- | --- | --- | --- | ---- |
| 1    | Prema Racing          | 2   | Ret | 2   | 2   | 5   | 2   | 1   | 1   | 2   | 1   | 5   | 1   | 1   | 3   | 11  | 1   | 2   | 1   | 4   | 4   | 512  |
| 1    | Prema Racing          | 3   | Ret | 4   | 6   | 7   | 7   | 4   | 5   | 6   | 2   | 8   | 12  | 4   | 8   | 18  | 2   | 7   | 8   | 6   | 6   | 512  |
| 2    | R-ace GP              | 1   | 2   | 1   | 1   | 1   | 1   | 2   | 2   | 1   | 3   | 3   | 3   | 3   | 12  | 3   | 3   | 4   | 4   | 1   | 1   | 510  |
| 2    | R-ace GP              | 6   | 5   | 7   | 12  | 8   | 17  | 3   | 17  | 3   | 7   | 4   | 4   | 18  | 17  | 21  | 27  | 6   | 6   | 2   | 2   | 510  |
| 3    | Van Amersfoort Racing | 5   | 1   | 3   | 5   | 2   | 4   | 12  | 7   | 4   | 5   | 12  | 11  | 5   | 7   | 19  | 7   | 1   | 14  | 5   | 3   | 226  |
| 3    | Van Amersfoort Racing | 8   | 21  | 6   | 13  | 6   | Ret | 14  | 21  | 5   | 25  | 23  | 20  | 23  | 25  | Ret | 24  | 22  | 23  | 3   | 11  | 226  |
| 4    | RPM                   | 22  | 6   | 5   | 4   | 3   | 3   | 6   | 8   | 8   | 4   | 21  | 6   | 8   | 13  | 15  | 6   | 10  | 13  | 7   | 10  | 144  |
| 4    | RPM                   | 23  | 9   | 24  | 7   | 10  | 8   | 8   | 10  | 12  | 6   | Ret | 10  | 29  | Ret | Ret | 13  | WD  | WD  | 10  | 13  | 144  |
| 5    | G4 Racing             | 7   | Ret | 9   | 10  | 4   | 26† | 11  | 13  | 10  | 9   | 1   | 5   | 2   | 1   | 1   | 17  | 11  | 22  | 20  | 17  | 134  |
| 5    | G4 Racing             | 10  | Ret | 13  | 17  | 14  | Ret | Ret | 14  | 15  | 12  | 9   | 13  | 9   | 10  | 14  | 18  | 26  | Ret | 24  | 25  | 134  |
| 6    | MP Motorsport         | 12  | 4   | 12  | 3   | 11  | 9   | 9   | 9   |     |     | 2   | 14  | 6   | 2   | 2   | 10  | 12  | 9   | 13  | 8   | 125  |
| 6    | MP Motorsport         | 14  | 7   | Ret | 15  | 17  | 10  | 30† | 15  |     |     | 7   | 17  | 15  | 11  | Ret | 19  | 28  | 15  | 15  | Ret | 125  |
| 7    | Trident               | 9   | 3   | 8   | 8   | 12  | 6   | 13  | 22  | 11  | 8   | 14  | 8   | 7   | 5   | 4   | 8   | 5   | 17  | 8   | 5   | 120  |
| 7    | Trident               | 16  | 15  | 15  | 14  | 18  | 13  | 15  | 24  | 13  | 15  | 15  | 16  | 10  | 6   | 5   | 11  | 17  | 19  | 11  | 7   | 120  |
| 8    | ART Grand Prix        | 11  | 8   | 10  | 9   | 13  | 5   | 16  | 4   | 16  | 11  | 6   | 15  | 17  | 20  | 7   | 5   | 3   | 2   | 9   | 15  | 98   |
| 8    | ART Grand Prix        | 18  | 10  | 16  | 18  | 22  | 21  | 19  | 16  | 18  | 13  | 16  | 27  | 24  | Ret | 13  | 9   | 13  | 3   | 16  | 18  | 98   |
| 9    | Saintéloc Racing      | 19  | 19  | 19  | 26  | 15  | 12  | 17  | 11  | 22  | 14  | 13  | 2   | 13  | 4   | 6   | 16  | 16  | 12  | 25  | 24  | 43   |
| 9    | Saintéloc Racing      | 27  | 20  | 28  | Ret | 30  | Ret | 26  | 28  | 26  | 19  | 22  | 21  | 30  | 19  | 8   | 20  | 23  | Ret | Ret | Ret | 43   |
| 10   | Arden Motorsport      | 15  | 12  | 18  | 21  | 16  | 15  | 10  | 3   | 14  | 10  | 17  | 9   | 14  | 15  | 10  | 23  | 14  | 7   | 17  | 14  | 28   |
| 10   | Arden Motorsport      | 24  | 13  | 21  | 25  | 20  | 16  | 18  | 26  | 21  | 20  | 18  | 22  | 16  | 18  | 12  | 32  | 20  | 18  | 21  | 22  | 28   |
| 11   | KIC Motorsport        | 20  | 16  | 20  | 24  | 19  | 25  | 7   | 6   | 9   | 18  | 10  | 7   | 19  | 23  | 9   | 13  | 19  | Ret | 18  | 21  | 27   |
| 11   | KIC Motorsport        | 21  | 18  | Ret | Ret | 24  | Ret | 28  | Ret | 23  | Ret | 28  | 28  | 26  | 24  | 20  | 25  | 24  | WD  | 27  | Ret | 27   |
| 12   | Monolite Racing       | 25  | 17  | 17  | 19  | 26  | 18  | 24  | 12  | 25  | 17  | 19  | 18  | 20  | 14  | 24  | 15  | 9   | 5   | 23  | 19  | 0    |
| 12   | Monolite Racing       | 28  | 23  | 23  | 30† | 31  | 24  | Ret | 27  | 27  | 21  | 27  | 24  | 31  | 22  | Ret | 29  | 27  | 21  | 26  | 20  | 0    |
| Pos. | Equipe                | R1  | R2  | R1  | R2  | R1  | R2  | R1  | R2  | R1  | R2  | R1  | R2  | R1  | R2  | R1  | R2  | R1  | R2  | R1  | R2  | Pts. |
| Pos. | Equipe                | IMO | IMO | CAT | CAT | HUN | HUN | SPA | SPA | MUG | MUG | LEC | LEC | RBR | RBR | MNZ | MNZ | ZAN | ZAN | HOC | HOC | Pts. |

## Links externos
- Sítio oficial
- ACI Sport page